# Lakeland Highlands
Lakeland Highlands é uma Região censo-designada localizada no estado americano de Flórida, no Condado de Polk.

## Demografia
Segundo o censo americano de 2000, a sua população era de 12.557 habitantes.

## Geografia
De acordo com o United States Census Bureau tem uma área de
16,0 km², dos quais 14,5 km² cobertos por terra e 1,5 km² cobertos por água.

## Localidades na vizinhança
O diagrama seguinte representa as localidades num raio de 16 km ao redor de Lakeland Highlands.